# Cantone di Palinges
Il Cantone di Palinges era una divisione amministrativa dell'arrondissement di Charolles.
È stato soppresso a seguito della riforma complessiva dei cantoni del 2014, che è entrata in vigore con le elezioni dipartimentali del 2015.
Comprendeva i comuni di:
- Grandvaux
- Martigny-le-Comte
- Oudry
- Palinges
- Saint-Aubin-en-Charollais
- Saint-Bonnet-de-Vieille-Vigne
- Saint-Vincent-Bragny